# Bauernburg Ottenhausen
Die Bauernburg Ottenhausen ist eine Fliehburg im Ortsteil Ottenhausen der ostwestfälischen Stadt Steinheim im Kreis Höxter in Nordrhein-Westfalen. Das Gebäude steht unter Denkmalschutz und wird heute teils als Museum genutzt.

## Geschichte und Beschreibung
Die Bauernburg (Fliehburg) Ottenhausen wurde wahrscheinlich um das Jahr 1300 erbaut. Das massive Steinwerk diente als fester Speicher für Nahrungsmittelvorräte sowie den Menschen der Umgebung als Zufluchtsort in Kriegszeiten.
Das heute noch erhaltene Gebäude aus Bruchsteinen mit zwei Etagen und schlichtem Satteldach hat einen Grundriss von ca. 11,50 m × 10,30 m. Es wird angenommen, dass ursprünglich noch ein drittes Stockwerk existierte. Die Außenmauern mit Schlitzfenstern haben eine Stärke von etwa 1 Meter. Das Erdgeschoss wird durch eine Längswand in zwei lange Räume getrennt, die durch eine Öffnung miteinander verbunden sind. Das Obergeschoss besteht aus einem weiteren Raum.
Schriftliche Quellen über die Erbauer der Burg sind nicht erhalten, daher ist unklar, ob es sich um einen ursprünglich herrschaftlichen Wohnturm, um einen befestigten herrschaftlichen Meierhof oder Zehnthof, oder um ein von den örtlichen Bauern zum Schutz ihrer Familien und Vorräte errichtetes Gebäude handelt. Während des Dreißigjährigen Krieges soll ein gewisser Johann Braun, ein kaiserlicher Rittmeister, das Gebäude erworben haben und es zu seinem Wohnsitz ausgebaut haben. Über die Nutzung des Gebäudes in den nachfolgenden Jahrhunderten ist wenig bekannt. Ende des 20. Jh. waren die oberen Stockwerke abgetragen und das nur noch als Ruine erhaltene Gebäude war stark einsturzgefährdet. Der Heimatverein Ottenhausen e. V. setzte sich für den Erhalt des Gebäudes ein und restaurierte es in den Jahren 1981/82.
Die Bauernburg wird heute vom Heimatverein Ottenhausen genutzt. Im Obergeschoss befindet sich seit 1989/90 ein kleines Heimatmuseum. Im Jahr 2022 wurde durch den Heimatverein Ottenhausen e. V. eine Förderung durch das Land NRW beantragt und bewilligt. Für die Modernisierung des Gebäudes und Neuausrichtung des Museums mit Escape Room wurden insgesamt 432.000 € Fördermittel bereitgestellt.
Das Museum, welches im oberen Teil des Gebäudes eingerichtet ist, befasst sich mit verschiedenen Facetten des Themas "Flucht". Der Escape Room ist im Keller der Fliehburg eingerichtet und bietet Gruppen die Fluchterfahrung am eigenen Leib an. Der Escape Room kann über den Heimatverein gebucht werden.